# Праборне
Праборне (біл. вёска Прабарнае) — село в складі Борисовського району Мінської області, Білорусь. Село підпорядковане Велятичівській сільській раді, розташоване в північно-східній частині області.